# Премия Дома Америк
Премия Дома Америк (исп. Premio Literario Casa de las Américas) — литературная премия, основанная кубинским Домом Америк в 1959 году. Является одной из старейших и престижнейших литературных премий Латинской Америки. Премия вручается за произведения на испанском, португальском, английском и французском языках авторам из стран Латинской Америки и Карибского бассейна. Изначально награда присуждалась в пяти номинациях: поэзия, большая и малая проза, эссе и драматургия. Позднее были добавлены номинации документалистика (1970) и детская литература (1975).
Премия была основана в 1959 году как награда Испаноамериканского литературного конкурса (Concurso Literario Hispanoamericano), в качестве латиноамериканского аналога британской премии Букера и американской Пулитцеровской премии. Была переименована в Латиноамериканский литературный конкурс (Concurso Literario Latinoamericano) в 1964 году, а в 1965 получила своё нынешнее название.